# Regionalny organ decentralizacyjny Triest
Regionalny organ decentralizacyjny Triest (wł. Ente di decentramento regionale di Trieste) – regionalny organ decentralizacyjny we Włoszech, z siedzibą zlokalizowaną w Trieście.
Wszedł w życie z dniem 1 lipca 2019 roku i zastąpił prowincję Triest.
W skład Regionalnego organu decentralizacyjnego wchodzą gminy: Duino-Aurisina, Monrupino, Muggia, San Dorligo della Valle, Sgonico, Triest.

## Historia
Po rozpadzie cesarstwa zachodniorzymskiego, obszar prowincji Triestu był rządzony przez Ostrogotów, Cesarstwo Bizantyjskie, Longobardów i Franków. Wraz z nadejściem Habsburgów (XIII wiek) terytorium zostało podzielone pomiędzy panów Duino, Triestu, San Dorligo della Valle i Muggii. Za panowania Marii Teresy Austriackiej, a następnie Józefa II, handel morski wzrósł wraz z ustanowieniem wolnego portu.
W 1809 roku obszar ten został przekazany Francji po klęsce Austrii w tym roku. Po ostatecznej klęsce Francji gminy Duino, Aurisina, Sgonico i Monrupino, które były częścią Krainy, zostały przyłączone do gmin Gorizia i Gradisca, podczas gdy Triest stał się bezpośrednim miastem Cesarstwa Austriackiego. San Dorligo della Valle i Muggia stały się częścią Istrii.
I wojna światowa pozostawiła terytorium prowincji prawie nietknięte, chociaż zacięte walki toczyły się tuż na jej północno-zachodnich krańcach.
Cały ten obszar został zajęty przez Włochy w listopadzie 1918 roku, po klęsce Austrii w I wojnie światowej. Oficjalnie został przyłączony do Włoch na mocy traktatu z Rapallo z 1920 roku, na mocy którego całe dawne wybrzeże austriackie zostało przyznane Włochom.
Prowincja Triest została utworzona po raz pierwszy w 1920 roku. Obejmowała terytorium prowincji w momencie jej zniesienia, a także znaczną część Płaskowyżu Krasowego i regionu Wewnętrznej Krainy w dzisiejszej Słowenii. W latach 1923–1943 prowincja Triest obejmowała również gminy Monfalcone, Staranzano, Ronchi dei Legionari, San Canzian d'Isonzo, Turriaco, San Pier d'Isonzo, Fogliano Redipuglia i Grado (obecnie w prowincji Gorycja), obecne słoweńskie gminy Sežana (w tym dawne gminy Dutovlje, Tomaj i Lokev), Divača (w tym dawne gminy Senožeče i Vremski Britof), Postojna (krótko Postumia przed 1945 r.; w tym dawne gminy Bukovje, Hrenovice i Slavina) i Pivka (w tym dawne gminy Šmihel i Košana), a także niektóre osady w dzisiejszej słoweńskiej gminie Koper, mianowicie Hrvatini, Elerji, Spodnje Škofije, Plavje i Osp.
15 września 1947 roku zostało ustanowione Wolne Terytorium Triestu. 26 października 1954 roku na mocy porozumienia terytorium zostało podzielone między Włochy i Jugosławię. Strefa A wolnego państwa stała się nową Prowincją Triestu, a Strefa B miała być administrowana przez Jugosławię. 11 października 1977 roku Prowincja Triest formalnie stała się częścią Włoch na mocy Traktatu z Osimo.
30 września 2017 roku prowincja została zniesiona, a dwa lata później przywrócono ją w formie regionalnego organu decentralizacyjnego. 